# Расцветовский сельсовет
Расцветовский сельсовет — сельское поселение в Усть-Абаканском районе Хакасии.
Административный центр — посёлок Расцвет.

## История
Статус и границы сельского поселения установлены Законом Республики Хакасия от 15 октября 2004 года № 73 «Об утверждении границ муниципальных образований Таштыпского района и наделении их соответственно статусом муниципального района, сельского поселения»

## Население
| 2002  | 2010  | 2012  | 2013  | 2014  | 2015  | 2016  |
| ----- | ----- | ----- | ----- | ----- | ----- | ----- |
| 2881  | ↗3001 | ↗3070 | ↗3123 | ↗3201 | ↗3269 | ↗3326 |
| 2017  | 2018  | 2019  | 2020  | 2021  |       |       |
| ↗3364 | ↗3373 | ↗3420 | ↘3401 | ↗3860 |       |       |

## Состав сельского поселения
В состав сельского поселения входят 2 населённых пункта:
| № | Населённый пункт | Тип населённого пункта          | Население |
| - | ---------------- | ------------------------------- | --------- |
| 1 | Расцвет          | посёлок, административный центр | ↗1400     |
| 2 | Тепличный        | посёлок                         | ↗1601     |

## Местное самоуправление
Администрация
п. Расцвет, Школьная,  4
Глава администрации
- Мадисон Анна Васильевна